# Dermooptyka
Ten artykuł opisuje teorie, metody lub czynności niezgodne ze współczesną wiedzą naukową.

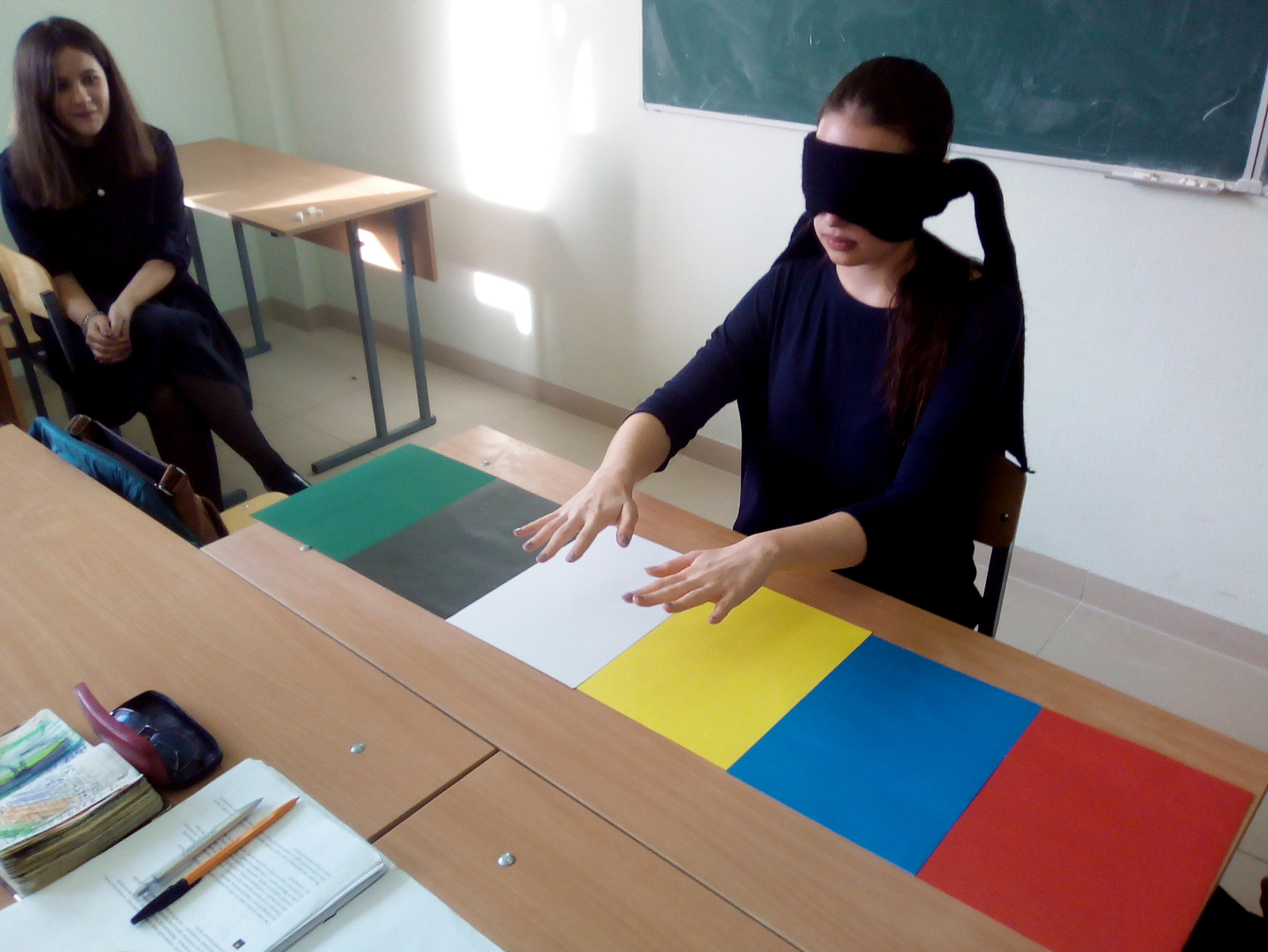
Badania parapsychologiczne nad dermooptyką z 2018 roku

Dermooptyka (ang. dermo-optical perception, DOP, czasem bio-introscopy) – domniemana zdolność postrzegania światła i barw za pośrednictwem skóry. Osoby deklarujące posiadanie takich umiejętności najczęściej twierdzą, że są w stanie rozpoznawać kolory lub nawet czytać tekst za pomocą palców u rąk.
Dermooptyka uznawana jest za zjawisko z pogranicza pseudonauki i parapsychologii; nie istnieje wiarygodna teoria naukowa, która dopuszczałaby istnienie takiego zjawiska, nie zostało ono też zademonstrowane w warunkach pozwalających na wykluczenie oszustwa.